# Miwa Ueda
Miwa Ueda (jap. 上田 美和, Ueda Miwa; * 29. September 19xx in der Präfektur Hyōgo, Japan) ist eine japanische Manga-Zeichnerin, deren Werke, meist Liebesgeschichten, sich an jugendliche Mädchen richten und der Shōjo-Gattung zuordnen lassen.

## Leben
Sie zeichnete bereits mit fünf Jahren, um gleich gut wie eine Verwandte von ihr, eine Künstlerin, zu werden. Ihren ersten Manga als professionelle Zeichnerin veröffentlichte sie 1985 mit der Kurzgeschichte Momoiro Biyaku in der Mai-Ausgabe des Manga-Magazins Juliet, einem Schwestermagazin des Bessatsu Friend. In den nächsten Jahren zeichnete sie einige weitere Kurzgeschichten und kurze Manga-Serien für Juliet und Bessatsu Friend, die beide beim Kōdansha-Verlag publiziert werden.
Ihre erste längere Serie, das über 580 Seiten umfassende Sin Cosain Koi Sign, erschien von 1989 bis 1990 im Bessatsu Friend. Es folgte das über 350-seitige Jesus Christ! 1991 sowie Oh! My Darling, das von 1991 bis 1994 in 1.400 Seiten im Bessatsu Friend veröffentlicht wurde. Angel Wars, das von 1994 bis 1995 im Bessatsu Friend erstveröffentlicht wurde und über 650 Seiten umfasst, handelt von einer Sechzehnjährigen, die eine Nonne werden will, vorher allerdings noch ihren einzigen Verwandten besucht. Glass no kodō erzählt von einer Jugendlichen, die dem Leichtathletik-Club ihrer Oberschule beitritt und dort ihre erste Liebe findet.
Der Durchbruch gelang Ueda mit Peach Girl, an dem sie von 1997 bis 2003 arbeitete. Der Manga, der im Bessatsu Friend erschien, endete erst nach über 3.000 Seiten und verkaufte sich in Japan über zwölf Millionen Mal. Peach Girl, für das die Zeichnerin 1999 den Kodansha-Manga-Preis erhielt, wurde 2005 als Anime-Fernsehserie umgesetzt und unter anderem ins Englische, Französische, Italienische, Portugiesische, Chinesische und Koreanische übersetzt. Darin geht es um die Oberschülerin Momo Adachi, die in den Mädchenschwarm Kazuya verliebt ist, was ihr ihre „beste“ Freundin Sae nicht gönnt.
Bereits wenige Monate nachdem Miwa Ueda Peach Girl im Dezember 2003 abgeschlossen hatte, begann sie mit einer Nachfolgeserie zu ihrem bisher größtem Erfolg. Die als Ura Peach Girl betitelte Fortsetzung beschreibt das Liebesleben von Sae. Dieser Manga endete 2006.
Von 2006 bis 2009 zeichnete Ueda für Bessatsu Friend die Serie Papillon – Hana to Chō über ein Mädchen, das auf dem Land bei ihrer Großmutter aufgewachsen ist und zum Besuch der Oberschule zu ihren Eltern und ihrer Zwillingsschwester in die Stadt zieht. Die Geschichte ist in 8 Bänden erschienen und abgeschlossen.
Im Bessatsu Friend erschienen ebenfalls die Serie Pure Mari aus dem Jahr 2010, die drei Bände umfasst, sowie der im Dezember 2011 gestartete Manga Rokomoko, welcher im Juli 2012 enden soll.

## Werke (Auswahl)
- Momoiro Biyaku (桃色媚薬), 1985
- G-senjō no Maria (G-戦場のマリア), 1987
- Sin Cosine Koi Sign (サインコサイン恋▼サイン, Sain Kosain Koi Sain), 1989–1990
- Jesus Christ! (ジーザス・クライスト!, Jīzasu Kuraisuto!), 1991
- Oh! My Darling (Oh!myダーリン▼, Oh! my dārin), 1991–1994
- Imitation Gold (イミテーション◆ゴールド, Imitēshon Gōrudo), 1992
- Angel Wars (エンジェル・ウォーズ, Enjeru Wōzu), 1994–1995
- Glass no Kodō (ガラスの鼓動, Garasu no Kodō), 1996–1997
- Peach Girl (ピーチガール, Pīchi Gāru), 1997–2003
- Ura Peach Girl (裏ピーチガール), 2004–2006
- Papillon – Hana to Chō (パピヨン―花と蝶―, Papiyon – Hana to Chō), 2006–2009
- Pure Mari (プレ♥マリ, Pure Mari), 2010
- Rokomoko (ロコモコ, Rokomoko), 2011–2012